# Masa urojona
Masa urojona (ang. imaginary mass) – hipotetyczny rodzaj masy, której wartość jest reprezentowana przez liczbę urojoną. Pojawia się w kwantowej teorii pola i teoriach strun. Cząstką posiadającą masę urojoną jest tachion.

## Prędkość cząstek z masą urojoną
Cząstki o masie urojonej mogą poruszać się z prędkością wyłącznie większą od prędkości światła. Wynika to ze szczególnej teorii względności, która zakłada, że energia kinetyczna ciała jest przeciwnie proporcjonalna do pierwiastka kwadratowego z różnicy kwadratów prędkości tego ciała i prędkości światła. Z wyżej wymienionej przyczyny ciało o niezerowej masie spoczynkowej potrzebowałoby nieskończonej energii, aby uzyskać prędkość światła.
Z tego powodu, gdy energia ciała jest rzeczywista, a ciało porusza się z prędkością nadświetlną, masa musi być urojona.

## Energia kinetyczna cząstek z masą urojoną
Każde ciało o masie urojonej zwiększa prędkość wraz ze spadkiem energii. Wynika to z przekształcenia wzoru Einsteina na energię kinetyczną we wzór na prędkość
{\displaystyle v={\frac {\sqrt {c^{2}E^{2}-c^{6}m^{2}}}{E}}.}

## Grawitacja i bezwładność cząstek z masą urojoną

### Grawitacja
Zgodnie prawem powszechnego ciążenia {\displaystyle F=G{\frac {Mm}{r^{2}}}} grawitacja między ciałami o masie rzeczywistej i urojonej jest urojona, natomiast między ciałami o tym samym rodzaju masy jest rzeczywista.
Nie wiadomo, jaki sens fizyczny ma grawitacja urojona.

### Siła bezwładności
Wszelkie siły i momenty bezwładności ciał, których prędkość i długość ramienia (w przypadku momentu bezwładności) są wartościami rzeczywistymi, a masa jest urojona, mają wartość urojoną. Podobnie jak w przypadku grawitacji, fizycy nie są zgodni co do interpretacji takich obliczeń.

## Względność czasu i masy dla cząstek o masie urojonej

### Dylatacja czasu
Zgodnie ze wzorem:
{\displaystyle \Delta t={\frac {t_{0}}{\sqrt {1-{\frac {r_{s}}{r}}}}},}
gdzie:
- {\displaystyle r_{s}} – promień Schwarzschilda,
- {\displaystyle r} – promień geometryczny,
- {\displaystyle t_{0}} – czas spoczynkowy.

Dylatacja czasu spowodowana masą urojoną jest liczbą zespoloną. Prawdopodobnie ma to związek z czasem urojonym, jednak nie ma jednoznacznych interpretacji tego zjawiska.